# 国道24号 (韩国)
国道24号（韓語：국도 제24호선），又称新安－蔚山线（韓語：신안～울산선），是大韩民国的一条东西向国家级公路。路线西起全罗南道新安郡（与地方道825号相连），途经全罗北道和庆尚南道，与光州大邱高速公路等高速公路相连，东至蔚山广域市南区（与国道7号和国道14号相连）。其全线全长约404.0千米，于1971年8月31日开始规划建设，后于1980年7月31日开通部分路段。

## 主要途径城市

### 全罗南道
新安郡 - 务安郡 - 咸平郡 - 长城郡 - 潭阳郡

### 全罗北道
淳昌郡 - 南原市

### 庆尚南道
咸阳郡 - 居昌郡 - 陕川郡 - 昌宁郡 - 密阳市

### 蔚山广域市
蔚州郡 - 南区

## 主要途径道路
- 光州大邱高速公路
- 务安光州高速公路
- 蔚山高速公路
- 湖南高速公路
- 统营大田高速公路
- 中部内陆高速公路
- 中央高速公路
- 国道1号
- 国道3号
- 国道7号
- 国道13号
- 国道14号
- 国道15号
- 国道17号
- 国道19号
- 国道20号
- 国道21号（朝鲜语：국도 제21호선）
- 国道22号
- 国道23号（朝鲜语：국도 제23호선）
- 国道25号
- 国道26号（朝鲜语：국도 제26호선）
- 国道27号（朝鲜语：국도 제27호선）
- 国道33号
- 国道35号
- 国道37号（朝鲜语：국도 제37호선）
- 国道58号
- 国道77号（朝鲜语：국도 제77호선）
- 国道79号（朝鲜语：국도 제79호선）
- 30国家支援地方道30号（朝鲜语：국가지원지방도 제30호선）
- 37国家支援地方道37号（朝鲜语：국가지원지방도 제37호선）
- 49国家支援地方道49号（朝鲜语：국가지원지방도 제49호선）
- 60国家支援地方道60号（朝鲜语：국가지원지방도 제60호선）
- 67国家支援地方道67号（朝鲜语：국가지원지방도 제67호선）
- 69国家支援地方道69号（朝鲜语：국가지원지방도 제69호선）
- 721地方道729号（朝鲜语：지방도 제721호선）
- 729地方道729号（朝鲜语：지방도 제729호선）
- 730地方道730号（朝鲜语：지방도 제730호선）
- 734地方道734号（朝鲜语：지방도 제734호선）
- 743地方道743号（朝鲜语：지방도 제743호선）
- 745地方道745号（朝鲜语：지방도 제745호선）
- 805地方道805号（朝鲜语：지방도 제805호선）
- 811地方道805号（朝鲜语：지방도 제811호선）
- 815地方道815号（朝鲜语：지방도 제815호선）
- 825地方道805号（朝鲜语：지방도 제825호선）
- 838地方道838号（朝鲜语：지방도 제838호선）
- 887地方道887号（朝鲜语：지방도 제887호선）
- 893地方道893号（朝鲜语：지방도 제893호선）
- 897地方道897号（朝鲜语：지방도 제897호선）
- 898地方道898号（朝鲜语：지방도 제898호선）
- 907地方道907号（朝鲜语：지방도 제907호선）
- 1001地方道1001号（朝鲜语：지방도 제1001호선）
- 1023地方道1023号（朝鲜语：지방도 제1023호선）
- 1034地方道1034号（朝鲜语：지방도 제1034호선）
- 1077地方道1077号（朝鲜语：지방도 제1077호선）
- 1080地方道1080号（朝鲜语：지방도 제1080호선）
- 1084地方道1084号（朝鲜语：지방도 제1084호선）
- 1089地方道1089号（朝鲜语：지방도 제1089호선）
- 1099地方道1099号（朝鲜语：지방도 제1099호선）